# Macau (Rio Grande do Norte)
Macau est une municipalité brésilienne située dans l'État du Rio Grande do Norte.